# Дневники вампира (сезон 5)
Пятый сезон американского телесериала «Дневники вампира», премьера которого состоялась на телеканале The CW 3 октября 2013 года, а финальный эпизод вышел 15 мая 2014 года. 11 февраля 2013 года телеканал продлил шоу на пятый сезон.

## Сюжет
Действие сериала происходит в Мистик Фоллс, штат Вирджиния, вымышленном маленьком городке, который преследуют сверхъестественные существа. Основное внимание в шоу уделяется любовному треугольнику между героями Еленой Гилберт (Нина Добрев) и братьями-вампирами Стефаном (Пол Уэсли) и Дэймоном Сальваторе (Иэн Сомерхолдер).

## В ролях

### Основной состав
- Нина Добрев — Елена Гилберт / Кэтрин Пирс / Амара
- Пол Уэсли — Стефан Сальваторе / Сайлас / Том Эйвери
- Иэн Сомерхолдер — Дэймон Сальваторе
- Стивен Р. Маккуин — Джереми Гилберт
- Катерина Грэм — Бонни Беннет
- Кэндис Аккола — Кэролайн Форбс
- Зак Рериг — Мэтт Донован / Грегор
- Майкл Тревино — Тайлер Локвуд / Джулиан

| - Ольга Фонда — Надя Петрова - Рик Коснетт — доктор Уэсли «Уэс» Максфилд - Майкл Маларки — Энзо Сент-Джон - Шон Сайпс — Аарон Уитмор - Пенелопа Митчелл — Оливия «Лив» Паркер - Крис Брошу — Лукас «Люк» Паркер - Маргарит Макинтайр — шериф Элизабет «Лиз» Форбс / неизвестный странник - Раффи Барсумян — Маркос - Кендрик Сэмпсон — Джесси - Джанина Гаванкар — Кетсия / Тесса - Кейтлин Макхью — Слоан - Жасмин Гай — Шейла Беннет | - Рик Уорти — Руди Хопкинс - Мэттью Дэвис — Аларик Зальцман - Кайла Юэлл — Викки Донован - Клэр Холт — Ребекка Майклсон - Сабрина Мэйфилд — Дианна Фриман - Ханс Обма — Грегор (странник) - Джейсон Макдональд — Грейсон Гилберт - Хейли Кийоко — Меган Кинг - Дэвид Андерс — Джон Гилберт - Сара Каннинг — Дженна Соммерс - Дэниел Гиллис — Элайджа Майклсон - Бьянка Лоусон — Эмили Беннет - Джозеф Морган — Клаус Майклсон - Натаниэль Бузолич — Кол Майклсон - Хезер Хемменс — Мэгги Джеймс - Ариэль Кеббел — Лекси Брэнсон |

## Эпизоды
| № общий | № в сезоне | Название                                                               | Режиссёр          | Автор сценария                        | Дата премьеры   | Зрители в США (млн) |
| --- | ---------- | ---------------------------------------------------------------------- | ----------------- | ------------------------------------- | --------------- | ------------------- |
| 90 | 1          | «Я знаю, что ты делал прошлым летом» «I Know What You Did Last Summer» | Лэнс Андерсон     | Кэролайн Драйз                        | 3 октября 2013  | 2,59                |
| После лета, проведённого в страстных отношениях с Дэймоном, и убедившись, что Джереми приспосабливается к жизни после возвращения из мёртвых, Елена взволнована переездом в общежитие колледжа Уитмор со своей новой соседкой по комнате, Кэролайн. Всё ещё полагая, что Бонни уехала на всё лето и в скором времени присоединится к ним, Елена и Кэролайн удивлены тем, что новая студентка по имени Меган (приглашённая звезда Хейли Кийоко) заявляет, что будет жить в одной комнате с ними. Кэтрин неожиданно появляется в доме Сальваторе и умоляет Деймона о помощи, ведь она стала человеком и уязвима для всех своих врагов. Мэтт и Ребекка возвращаются в Мистик Фоллс, проведя безумное лето в Европе, где они встретились с таинственной девушкой по имени Надя (приглашённая звезда Ольга Фонда). Елена не может избавиться от чувства, что что-то не так со Стефаном, а Сайлас устраивает жуткое выступление на вечеринке «Конец лета» на главной площади города. |            |                                                                        |                   |                                       |                 |                     |
| 91 | 2          | «Правдивая ложь» «True Lies»                                           | Джошуа Батлер     | Брайан Янг                            | 10 октября 2013 | 2,14                |
| Не говоря Елене о том, что Стефан пропал, Дэймон обращается за помощью в поисках своего брата к шерифу Форбс. Елена и Кэролайн пытаются выяснить, кто покрывает убийство в кампусе, а студент Уитмора по имени Джесси сообщает Елене некую интригующую информацию о профессоре Уэсе Максфилде. В то время, пока Джереми старается вернуться к прежней жизни, он остаётся единственным, кто может видеть и разговаривать с Бонни. Однако ему не удаётся убедить её, что пора остальным узнать о том, что она пожертвовала своей жизнью ради него. Узнав, что Сайлас ищет Кэтрин, Дэймон просит Мэтта и Джереми не упускать её из виду, но вскоре ситуация выходит из-под контроля. Надя прибегает к жестокости ради осуществления своего собственного замысла. |            |                                                                        |                   |                                       |                 |                     |
| 92 | 3          | «Первородный грех» «Original Sin»                                      | Джесси Ворн       | Мелинда Хсю Тейлор и Ребекка Саншайн  | 17 октября 2013 | 2,93                |
| Когда Елене и Кэтрин снится одинаковый сон о том, что Стефан в опасности и отчаянно нуждается в их помощи, они убеждают Дэймона помочь им в поисках Стефана. Однако, их планам мешает таинственная молодая женщина по имени Тесса, которая знает всё о прошлом Стефана. Тесса раскрывает шокирующие секреты своего прошлого и то, что она запланировала на будущее. У неё также есть тревожащее сообщение для Дэймона о его собственном будущем. Сайлас вынуждает невольного сообщника помочь ему в поисках Кэтрин, что приводит Мэтта в запутанную и опасную для его жизни ситуацию. Сайлас раскрывает причину, по которой он полон решимости найти Кэтрин, а Дэймон и Елена сталкиваются с новой тревожной реальностью. |            |                                                                        |                   |                                       |                 |                     |
| 93 | 4          | «По ком звонит колокол» «For Whom the Bell Tolls»                      | Майкл Элловитц    | Брэтт Метьюз и Элизабет Финч          | 24 октября 2013 | 2,63                |
| Мистик Фоллс празднует День памяти умерших, и Кэролайн приглашает своего нового друга Джесси на празднование, которое обычно проходит на кладбище. Елена и Дэймон пытаются вернуть Стефану воспоминания, после того, как ведьма поджарила ему мозги. Стефан читает свои дневники, Дэймон рассказывает ему историю семьи и последних 150 лет, а Елена пытается вернуть его в историю их любви. Но ситуация, наоборот, обостряется, когда Стефан, начинающий заново симпатизировать Елене, узнает, что теперь она встречается с Дэймоном. Кэролайн снова приходит на помощь другу, помогая Стефану справиться с эмоциями и жаждой голода. Мэтт начинает искать ответ на то, почему он потерял сознание и где бродил, и устанавливает камеры по всему дому. Позже, просматривая записи, он получает послание от своего "пассажира". Всем друзьям всё очевиднее требуется помощь Бонни, с которой они никак не могут связаться. Тогда Джереми приходится признаться, что Бонни умерла уже 3 месяца назад. Друзья устраивают импровизированные похороны Бонни, на которые приезжает и Тайлер, а Бонни передает каждому свое послание через Джереми. Профессор Максфилд обследует Джесси и узнает, что в нем находится кровь вампира. При этом Джесси ничего не помнит. Профессор не скрывает своего воодушевления. Максфилд вкалывает в Джесси лекарство, после чего он умирает. |            |                                                                        |                   |                                       |                 |                     |
| 94 | 5          | «Бал монстров» «Monster’s Ball»                                        | Келли Сайрус      | Сони Постильоне                       | 31 октября 2013 | 2,07                |
| В колледже Елена растрогана грустным и скрытным студентом по имени Аарон. Елена и Дэймон принимают участие в бале-маскараде Уитмора как Анна Болейн и Генрих VIII. На балу Елена танцует с доктором Максфилдом, который угрожает ей покинуть колледж, потому что здесь знают о вампирах. Кэролайн приходит на бал с Тайлером, но к концу бала между ними происходит неприятный разговор. Тайлер не может простит Клаусу убийство своей матери и сообщает о намерении преследовать его и найти способ убить. Кэролайн ставит ультиматум: либо Тайлер остается, либо они расстаются, но Тайлер уезжает. Дэймон заключает сделку с Сайласом: он должен убить Стефана, чтобы разорвать их связь с Сайласом и вернуть Сайласу его способность внушения. На балу Дэймон исполняет условия сделки, когда Сайлас, притворившись Стефаном, танцует с Тэссой и выпытывает у нее, как уничтожить потусторонний мир и где находится якорь. Дэймон теряет контроль над Стефаном, в результате чего Стефан обличает Сайласа Тэссе, а она останавливает сердце Сайласа. Тем временем Надя рассказывает Кэтрин о своём прошлом и сообщает, что она является дочерью Кэтрин и отпускает ее. Кэтрин возвращается в дом Сальваторе, когда Дэймон и Елена возле мертвого тела Сайлоса обсуждают, что Бонни можно вернуть, обменяв на Сайласа только если он станет магом, но для этого он должен выпить лекарство. Однако, Дэймон уже всё спланировал, позвав Кэтрин, поэтому, на глазах шокированной Елены, Дэймон дает Сайласу выпотрошить Кэтрин, выпив всю её кровь. Сайлас оживает, а Кэтрин.. не умирает. |            |                                                                        |                   |                                       |                 |                     |
| 95 | 6          | «Обращаться осторожно» «Handle with a care»                            | Джефри Хант       | Кэролайн Драйз и Холли Брикс          | 7 ноября 2013   | 2,93                |
| Сайлас в ожидании смерти ищет последнюю преграду на его пути - якорь, для того, чтобы разрушить другую сторону. Джереми и Дэймон едут с ним чтобы убедиться, что он выполнит условие сделки и вернёт Бонни. Кэролайн объединяется с Кэтрин для получения информации от профессора Максфилда. |            |                                                                        |                   |                                       |                 |                     |
| 96 | 7          | «Смерть и дева» «Death and the Maiden»                                 | Лесли Либман      | Ребекка Сонненшайн                    | 14 ноября 2013  | 2,72                |
| Пока Елена и Дэймон пытаются прояснить Стефану историю Амары, доктор Уэс сообщает Кэтрин очень странные новости: она стареет и ей осталось около 2-х месяцев. Надя приходит в комнату Кэролайн в поисках Кэтрин. Джереми приносит еду Амаре, заключенной в подвале дома Сальваторе. Оказывается, что Амара может видеть и чувствовать всех умерших и, являясь якорем, находится сразу в обоих мирах - настоящем и потустороннем. Джереми и Бонни делятся этой новостью с друзьями, и они придумывают план: обменять якорь - Амару, жаждущую умереть, на Бонни, желающую воскреснуть. Дэймон обращается к Тэссе за помощью, и Тэсса, используя кровь всех существующих двойников - Амары, Елены и Кэтрин - создает заклинание. Сайлас пытается помешать обряду, но Стефан крадет Амару и вынуждает Сайласа приехать за ней. Ситуация выходит из-под контроля, но, в итоге, заканчивается успешно: Стефан убивает Сайлоса, а Амара убивает себя. Тэсса успевает завершить обряд до смерти Амары, и Бонни становится якорем между мирами. Тэсса, считая свою миссию законченной, совершает самоубийство и появляется перед Бонни. Она говорит ей важную деталь, которую утаила перед обрядом - теперь жизнь Бонни превратится в ад, потому что смерть каждого сверхъестественного создания будет проходить через нее. Стефан признается Елене, что надеялся, что они его спасут, когда он тонул в сейфе. Надя просит Кэтрин поехать с ней в Европу, но Кэтрин отказывается играть в "дочки-матери". Стефан, закапывая тело Сайлоса, падает от потери сил и понимает, что что-то идёт не так.   |            |                                                                        |                   |                                       |                 |                     |
| 97 | 8          | «Мертвец в колледже» «Dead Man on Campus»                              | Роб Харди         | Брайан Янг и Неил Рейнолдс            | 21 ноября 2013  | 2,67                |
| Елена и Кэролайн решают, что пришло время организовать большую вечеринку в колледже, но их планы прерывает Джесси, которому нужна помощь Кэролайн. Елена просит Дэймона найти способ, как заставить Уэса ответить на вопросы, вследствие чего Дэймон делает ужасающее открытие о тайном обществе. На вечеринке Елена находит общий язык с Аароном и понимает, что у них много общего. Кэролайн всё больше переживает за Джесси. Между тем Кэтрин делает Мэтту одолжение и пробует достучаться до Стефана, который изо всех сил пытается избавиться от своих воспоминаний. Бонни делает всё возможное, чтобы справиться со своей новой реальностью. |            |                                                                        |                   |                                       |                 |                     |
| 98 | 9          | «Клетка» «The Cell»                                                    | Крис Грисмер      | Мелинда Хсю Тейлор                    | 5 декабря 2013  | 2,36                |
| Стефан предлагает Кэтрин свою поддержку, пытаясь скрыть собственную боль, пока не появляется Кэролайн с необычной формой терапии. После попытки загладить свою вину перед Кэролайн, Елена, обеспокоенная происходящим с Дэймоном, обращается за помощью к Аарону. Позже, когда Дэймон рассказывает Елене об ужасном испытании из своего прошлого, которое он держал в секрете в течение многих десятилетий, она делится тревожащей информацией, которую она только что узнала о своей собственной семье. Наконец, после разговора с профессором Уэсом, Аарон решается на отчаянный план действий. |            |                                                                        |                   |                                       |                 |                     |
| 99 | 10         | «50 оттенков Грэйсона» «Fifty Shades of Grayson»                       | Келли Сайрус      | Кэролайн Драйз                        | 12 декабря 2013 | 2,44                |
| Когда Дэймон осознаёт, что Елена в опасности, он просит Стефана помочь найти её. Братья посещают Аарона, где Дэймон шокирует Стефана, раскрывая ему знания о семье Аарона. В попытке остановить Дэймона, профессор Уэс применяет своё секретное оружие, вынуждая Дэймона иметь дело с частью своего прошлого, которое, как он считал, навсегда осталось в прошлом, так же как и последствия его многолетнего плана мести. Между тем Елена в ужасе от признаний профессора Уэса о темной истории Колледжа Уитмора и его собственной конечной цели. Кэтрин обращается за помощью к Мэтту, пока не понимает, что Надя может быть той, которая решит её проблему. |            |                                                                        |                   |                                       |                 |                     |
| 100 | 11         | «500 лет одиночества» «500 Years of Solitude»                          | Крис Грисмер      | Джули Плек и Кэролайн Драйз           | 23 января 2014  | 2,72                |
| Кэтрин вспоминает ужасную ночь 1490 года, ночь рождения её дочери, сразу же отнятой у неё. Стефан сообщает Елене, Кэролайн и Бонни об ухудшении здоровья Кэтрин. Надя придумывает новый план спасения матери, а Стефан и Елена вынуждены помогать ей. Кэролайн расстроена тем, что не рассказала Елене последние новости, и позже устраивает небольшой скандал. |            |                                                                        |                   |                                       |                 |                     |
| 101 | 12         | «Дьявол внутри» «The Devil Inside»                                     | Келли Сайрус      | Бретт Мэтьюс и Сонни Постиглионе      | 30 января 2014  | 2,42                |
| Елена пытается бороться с Кэтрин, которая хочет найти способ контролировать её тело. Надя приглашает странницу, которая может наложить заклинание, и тело Елены будет под полным контролем Кэтрин. Но во время заклинания Елена возвращается в своё тело. Она пытается убить Надю и странницу и сбегает. Но у неё ничего не выходит. После произнесения заклинания Елена видит все воспоминания Кэтрин. Она пытается помириться с Дэймоном, но Кэтрин возвращает свою власть над телом и от имени Елены разрывает отношения с Дэймоном. Также Кэролайн рассказывает «Елене», что никто не совершенен, что она может быть с Дэймоном, ведь сама переспала с Клаусом. Это слышит Тайлер и серьёзно ссорится с Кэролайн. |            |                                                                        |                   |                                       |                 |                     |
| 102 | 13         | «Полное затмение сердца» «Total Eclipse of the Heart»                  | Даррен Женет      | Ребекка Сонненшайн и Холли Брикс      | 6 февраля 2014  | 2,13                |
| Кэтрин наслаждается жизнью в теле Елены. В колледже Уитмора проводится бал разбитых сердец, и Кэролайн убеждает Елену и Бонни пойти на вечеринку. Дэймон возвращается к своему прошлому образу жизни, убив Аарона, он наметил следующей жертвой профессора Уэса. Чтобы его найти, Дэймон и Энзо заставляют Бонни найти ведьму, которая может сделать заклинание поиска. Профессор Уэс продолжает свои исследования, в этом ему помогает Слоан - странница. Тайлер замечает, что Надя что-то внушает Мэтту. Когда Дэймон и Энзо приходят к профессору, их встречают странники. Уэс делает Дэймону укол, в результате чего у него просыпается жажда вампирской крови. |            |                                                                        |                   |                                       |                 |                     |
| 103 | 14         | «Выхода нет» «No Exit»                                                 | Майкл Элловитц    | Брайан Янг                            | 27 февраля 2014 | 2,03                |
| Дэймон питается кровью вновь обращённых вампиров. Энзо помогает ему в этом. Узнав о состоянии Дэймона, Стефан решает встретиться с ним и поговорить. Кэтрин решает помочь ему в этом. С помощью странников Уэс запирает Дэймона и Энзо в доме, пытаясь проверить, сколько продержится Дэймон прежде чем убьёт Энзо. Надя заставляет Мэтта забыть о том, что он узнал о Кэтрин, но в ситуацию вмешиваются Кэролайн и Тайлер. Кэтрин и Стефан находят Дэймона, но всё идёт не так как планировала Кэтрин. Разговаривая с Кэролайн, Стефан начинает понимать, что на самом деле произошло с Еленой и Кэтрин. |            |                                                                        |                   |                                       |                 |                     |
| 104 | 15         | «Пропавшая» «Gone Girl»                                                | Лэнс Андерсон     | Мелинда Хсю Тейлор                    | 6 марта 2014    | 2,18                |
| Умирающая от укуса Тайлера Надя вспоминает свой долгий поиск Кэтрин. А в это время Кэтрин обращается к Уэсу с просьбой сделать для Нади лекарство. Стефан рассказывает Дэймону о том, что на самом деле не Елена, а Кэтрин разорвала с ним отношения. Кэролайн, Тайлер, Мэтт и Стефан решают убить Кэтрин, тем самым освободив Елену. Бонни и Джереми обращаются к Лив с просьбой с помощью заклинания поиска найти Елену. Дэймон вырывается из подвала и идёт к Уэсу за антидотом. Надя умирает, и Стефан кинжалом странника убивает Кэтрин. |            |                                                                        |                   |                                       |                 |                     |
| 105 | 16         | «Пока ты спала» «While You Were Sleeping»                              | Паскаль Верскурис | Кэролайн Драйз                        | 20 марта 2014   | 2,28                |
| По просьбе Бонни Лив заклинанием заперла Елену в пустующем во время каникул кампусе. Стефан и Дэймон рассказывают Елене о том, что произошло за то время, когда в её теле была Кэтрин. В это время Кэролайн в поисках противоядия в лаборатории Уэса находит диктофонную запись профессора. Там же она встречает Энзо, который предлагает ей помощь странников. Взамен те требуют найти и убить последнего двойника Стефана. Чтобы сохранить Стефану память, Кэролайн вызывается разобраться с этим. |            |                                                                        |                   |                                       |                 |                     |
| 106 | 17         | «Спаси меня» «Rescue Me»                                               | Лесли Либман      | Бретт Мэтьюс и Неил Рейнолдс          | 27 марта 2014   | 1,73                |
| Кэролайн и Энзо направляются в Атланту, чтобы убить Тома Эвери - двойника Стефана. После долгих поисков они находят его, но Кэролайн не смогла убить Тома, и это сделал Энзо. Дэймон пытается вернуть Елену, но она старается держаться как можно дальше от него. Находясь в баре Мистик-Гриль, Дэймон замечает встречу Лив и Джереми, на которой Лив рассказывает, что странники хотят использовать Елену и Стефана в своих целях. Пытаясь защитить Елену от странников, Джереми заключает с Лив сделку. |            |                                                                        |                   |                                       |                 |                     |
| 107 | 18         | «Обитель зла» «Resident Evil»                                          | Пол Уэсли         | Кэролайн Драйз и Брайан Янг           | 17 апреля 2014  | 1,66                |
| Елену и Стефана посещают видения об альтернативном варианте их жизни, в которой они не являются вампирами, встречаются и создают семью. Тем временем, Дэймон обсуждает с Энзо свои отношения с Еленой, а Энзо признаётся, что хочет найти женщину, которую он давно любил. Бабушка Бонни предупреждает её о том, что на другой стороне происходят странные события. Пытаясь поговорить с Джереми, Бонни выясняет, что тот работает с Лив. Лив, при помощи Джереми, Тайлера и Мэтта планирует не допустить встречи в Мистик-Фоллс большого числа странников. Дэймон хочет поговорить с Лив, но вместо неё приходит её брат, Люк и рассказывает всё, что знает о странниках и Маркосе. С помощью видений Елены они выясняют где находится Маркос. Маркос, встретившись с Дэймоном и Энзо, прекращает видения Елены и Стефана и говорит Энзо, что может помочь найти ту женщину. |            |                                                                        |                   |                                       |                 |                     |
| 108 | 19         | «В огне» «Man of Fire»                                                 | Майкл Элловитц    | Мелинда Хсю Тейлор и Мэтью Д’Амброзио | 24 апреля 2014  | 1,81                |
| Стефан помогает Елене подготовиться к экзаменам. Джереми и Мэтт пытаются найти клинок, убивающий странников. Дэймон предлагает им свою помощь в борьбе со странниками. А в это время Тайлер вместе с ножом находится в заложниках у странников. Энзо выясняет, что девушка, которую он ищет, убита в 1960 году и он подозревает, что её убил Стефан, но позже выясняется, что это убийство совершил Дэймон. В отместку Энзо отключает человечность и похищает Елену. |            |                                                                        |                   |                                       |                 |                     |
| 109 | 20         | «Что скрывает ложь» «What Lies Beneath»                                | Джошуа Батлер     | Элизабет Финч и Холли Брикс           | 1 мая 2014      | 1,84                |
| Тайлер сбегает от странников и сообщает братьям Сальваторе о том, что Маркос решил разрушить проклятие ведьм, и что Стефан и Елена в опасности. Дэймон предлагает спрятаться в доме, который принадлежал отцу Кэролайн. Кэролайн подозревает, что между Стефаном и Еленой возникли чувства, а Дэймон предлагает сыграть в игру, в ходе которой раскрывается правда об Энзо. Призрак Энзо, в свою очередь, обнаруживает, что может воздействовать на предметы и решает отомстить Стефану и Елене, раскрыв их месторасположение странникам. Джулиан, находящийся в теле Тайлера рассказывает Джереми и Мэтту где найти его тело, чтобы он смог переселиться из Тайлера, но странники опережают Джереми и забирают тело. Странники сжигают тело Джулиана, тем самым окончательно переселив того в тело Тайлера. Дэймон, Кэролайн, Стефан и Елена собирают вещи, собираясь уехать из домика, но приходят странники. |            |                                                                        |                   |                                       |                 |                     |
| 110 | 21         | «Земля обетованная» «Promised Land»                                    | Майкл Элловитц    | Ребекка Сонненшайн                    | 8 мая 2014      | 1,50                |
| Дэймон держит в заложниках одного из жителей Мистик-Фоллс, в теле которого находится странник, пытаясь выяснить, где найти Маркоса, Стефана и Елену. Тем временем Стефан и Елена находятся у Маркоса, который хочет получить как можно больше крови последних двойников. С помощью неизвестной женщины им удаётся сбежать. Созвонившись с Дэймоном, Стефан просит его найти Маркоса, пока тот не начал использовать их кровь. Энзо требует, чтобы его вернули из потустороннего мира и Дэймон обращается за помощью к Бонни и Лив. Лив и Люк, опасаясь, что их клан заберёт у них магию, решают убить Стефана и Елену. С помощью Джереми и Мэтта Дэймон перенёс тела странников из пещеры в дом Сальваторе. По дороге в Мистик-Фоллс Стефан и Елена встречают Марию. Именно она помогла им бежать, чтобы освободить своего мужа, находящегося в теле Тайлера. Странники начали произносить заклинание и вся магия и всё созданное с её помощью начало исчезать. Бонни придумывает, как можно воскресить Энзо, но из-за того, что Марию забрала тьма, надежды не осталось. Пытаясь отомстить за смерть Марии, Джулиан убивает Стефана, тем самым остановив заклинание странников. |            |                                                                        |                   |                                       |                 |                     |
| 111 | 22         | «Дом» «Home»                                                           | Крис Грисмер      | Кэролайн Драйз и Брайан Янг           | 15 мая 2014     | 1,60                |
| Тьма Другой стороны пытается унести Стефана, но его спасает Лекси. Энзо находит возможность покинуть Другую сторону, но для этого требуется помощь Лив и Люка, но они отказываются и Кэролайн убивает Люка, чтобы заставить Лив действовать. Чтобы показать шерифу Форбс серьёзность своих намерений, Маркос убивает Тайлера. Деймон, Джереми и Мэтт придумывают план, с помощью которого они могут убить достаточное количество странников, чтобы сработало заклинание. Взорвав бар Мистик-Гриль Дэймон и Елена попадают на Другую сторону. Дэймон задержался, помогая шерифу и Стефан и Елена отказываются возвращаться без него, но Бонни сама проводит их. Когда приходит очередь Лекси вернуться, она, помешав пройти через Бонни Маркосу, отказывается, потому что ещё не нашли Дэймона и обретает покой. Дэймон не успевает вернуться, так как Люк останавливает заклинание, опасаясь за жизнь Лив. Другая сторона исчезает вместе с Бонни и Дэймоном. |            |                                                                        |                   |                                       |                 |                     |